# Heinkel HD 15
L'Heinkel HD 15 fu un idrovolante monomotore biplano, sviluppato dall'azienda aeronautica tedesca Heinkel Flugzeugwerke nei tardi anni venti e rimasto allo stadio di prototipo.
Realizzato nel 1927 su richiesta del ministero dei trasporti della Repubblica di Weimar, fu utilizzato per sperimentare l'utilizzo di un aereo postale imbarcato catapultabile. Pur non entrando mai in servizio effettivo, le esperienze acquisite nelle prove effettuate a bordo del transatlantico TS Bremen furono riutilizzate nello sviluppo dell'Heinkel HD 55 ad uso militare.

## Storia del progetto
Negli anni venti la Heinkel venne contattata dalla Marina imperiale giapponese per avviare lo sviluppo di una catapulta per aerei azionata a vapore destinata alla nave da battaglia Nagato, una tecnologia che permetteva di agevolare il lancio di velivoli da ricognizione, propriamente idrovolanti, direttamente dal ponte con un notevole risparmio di tempo rispetto alle complesse operazioni di messa in mare a opera di gru.
Gli studi attirarono le attenzioni anche dei vertici della Reichsmarine, la marina militare tedesca del periodo, la quale però per i vincoli imposti dal trattato di Versailles non poteva esplicitamente introdurre nuove tecnologie nelle proprie unità. Tuttavia nel 1927 il ministero dei trasporti emise una specifica per la fornitura di un velivolo adatto ad agevolare e velocizzare le operazioni di recapito della posta nelle rotte navali transatlantiche, equipaggiando così le grandi navi passeggeri della stessa tecnologia a catapulta la cui esperienza poteva essere facilmente riversata in ambito militare.
L'ufficio tecnico della Heinkel, pur avendo progettato ad opera del titolare Ernst Heinkel numerosi idrovolanti a scarponi, decise di avviare un progetto, indicato come HD 15, relativo ad un idro a scafo centrale ritenendolo più idoneo allo scopo, caratterizzato da costruzione interamente lignea, dalla velatura biplana, dalla propulsione affidata ad un unico motore in configurazione traente e uno scafo che integrava tre abitacoli separati ed aperti, con quello anteriore, riservato al pilota, insolitamente collocato davanti al bordo d'attacco dell'ala inferiore e direttamente sotto al propulsore, mentre i due posteriori erano destinati ai due passeggeri o alla posta.
Il prototipo venne realizzato nel corso dell'anno, unitamente alla costruzione di un'idonea catapulta a bordo del transatlantico TS Bremen della compagnia di navigazione Norddeutscher Lloyd, quindi immatricolato D-1237. Le prove a bordo si svolsero per un periodo limitato verso la fine del 1928 senza tuttavia che l'HD 15 venisse effettivamente utilizzato in servizio.
Il modello non venne avviato alla produzione in serie ma il progetto venne utilizzato per elaborare una sua versione derivata ad uso militare, l'Heinkel HD 55, su richiesta della Voenno-morskoj flot, la marina militare dell'Unione Sovietica.